# Ludovico Antonio Muratori
Ludovico Antonio Muratori il cui nome, a volte, è citato anche come "Lodovico Antonio" (Vignola, 21 ottobre 1672 – Modena, 23 gennaio 1750) è stato un presbitero, storico, scrittore, numismatico, diplomatista, giurista e bibliotecario italiano.
Fu personaggio di primo piano nella costellazione dell'intellettualità settecentesca italiana e profuse il suo impegno in quasi tutti i campi della conoscenza. Viene ad oggi considerato autorevole esponente dell'illuminismo moderato e cattolico, nonché il padre della storiografia italiana, con particolare riferimento alla medievistica.

## Biografia
I suoi genitori erano Francesco Antonio Muratori e Giovanna Altimanni.

### Formazione

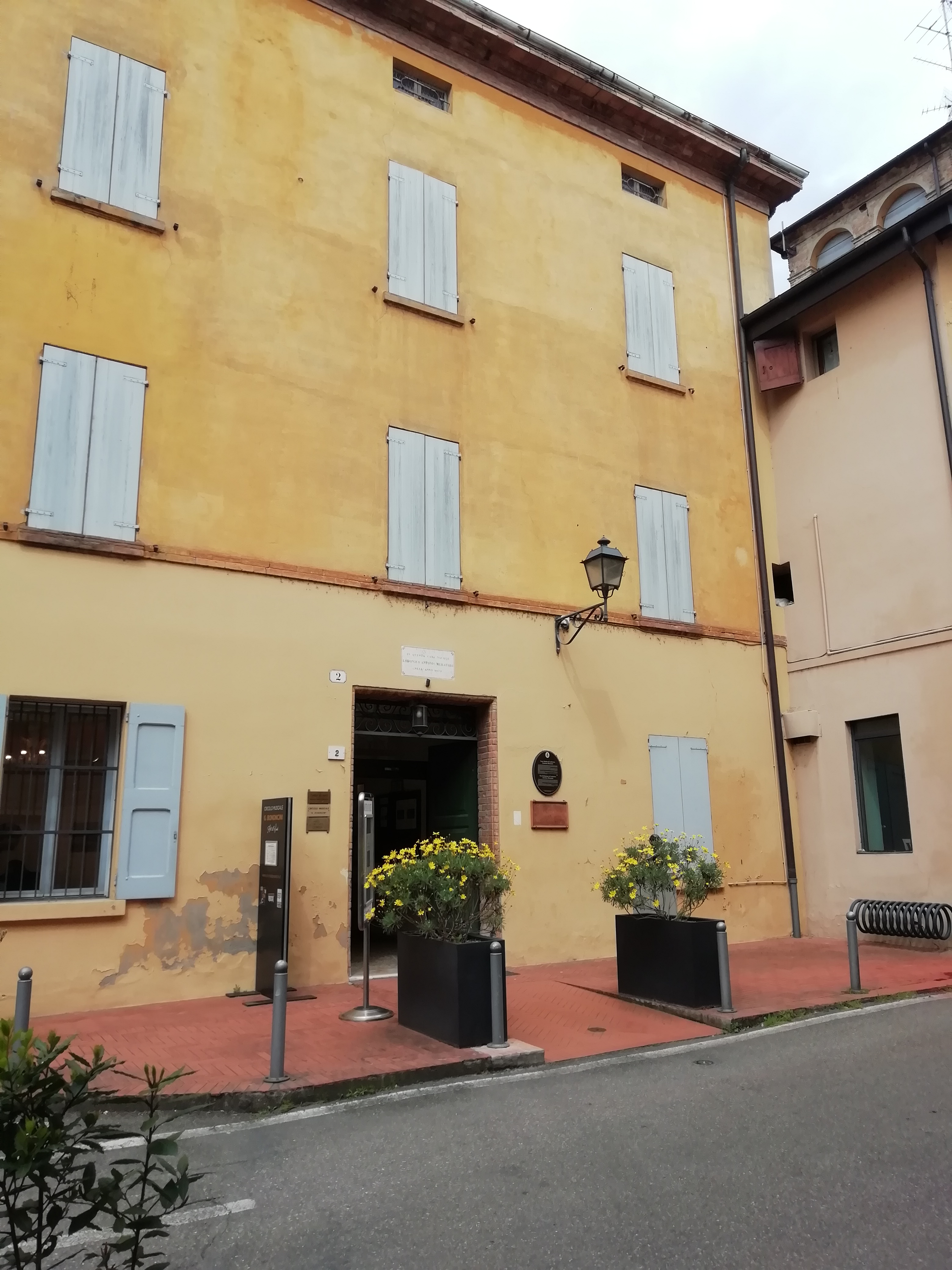
La casa natale di Ludovico Antonio Muratori

Nato nell'allora Ducato di Modena e Reggio da famiglia contadina in una casa a tre piani a ridosso del locale castello di Vignola, ancora visitabile e adibita a scuola di musica, sin da fanciullo dimostrò una forte passione per gli studi. Studiò grammatica a Vignola; poi, dal 1685, lettere a Modena dai Gesuiti, quindi filosofia e diritto nel Collegio dei Nobili di San Carlo, conseguendo le lauree in entrambe le discipline, rispettivamente nel 1692 e nel 1694.
Si compì in quegli stessi anni l'avvicinamento appassionato alla letteratura, alla storia, alle arti, per amore delle quali giunse alla promessa d'opporsi alle prospettive di una carriera opportunistica.
Si dedicò così volontariamente allo studio della lingua greca. Lesse gli autori italiani e della classicità greca e romana, e se inizialmente fu ostacolato dalla ristrettezza di testi e strumenti, fu poi accolto favorevolmente dal bibliotecario ducale Benedetto Bacchini, storico d'orientamento maurino ma anche abate del monastero di San Pietro in Modena, a cui Muratori testimoniò di dovere molto sia nel campo dello studio che in ambito religioso. Al seguito del maestro si immerse nella letteratura patristica, più in generale ecclesiastica, religiosa, tessendo in pochi anni una fitta corrispondenza con i principali intellettuali bolognesi e modenesi.

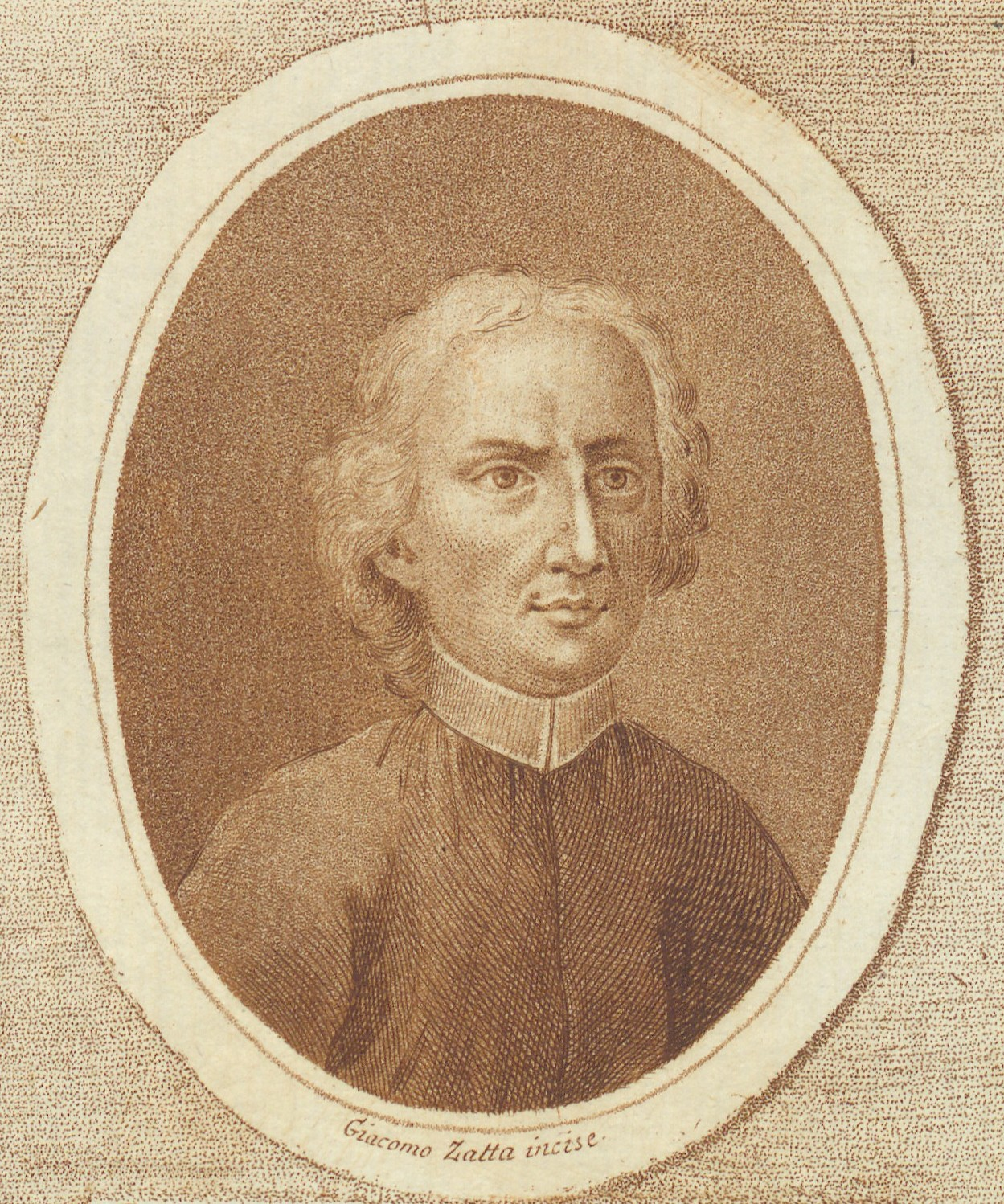
Ludovico Antonio Muratori in una litografia di Giacomo Zatta (fine XVIII sec.)

Il momento della formazione si può dire per buona parte concluso al termine del soggiorno milanese presso la Biblioteca Ambrosiana, dove fu accolto nel 1695 in qualità di Dottore dal conte Carlo Borromeo, a cui peraltro il giovane fu segnalato dallo stesso Bacchini, e dove rimase cinque anni. La ricchezza dei testi ivi conservati nutrì l'inclinazione letteraria e filologica di Muratori, e assieme l'esigenza di verificare l'attendibilità delle informazioni. Di verità Muratori ebbe a parlare assai spesso: divenne la priorità da perseguire in ambito sia religioso sia storico, sempre con fede, ma anche a costo di scontrarsi con la tradizione più radicata.
Risalgono al periodo milanese, durante il quale, nel 1695, ricevette l'ordinazione sacerdotale, i primi veri impulsi allo studio del Medioevo, a cui si avvicinò rivoluzionando le precedenti analisi storiche d'impianto religioso (cattolico o riformato).

### Letteratura, religione e storia

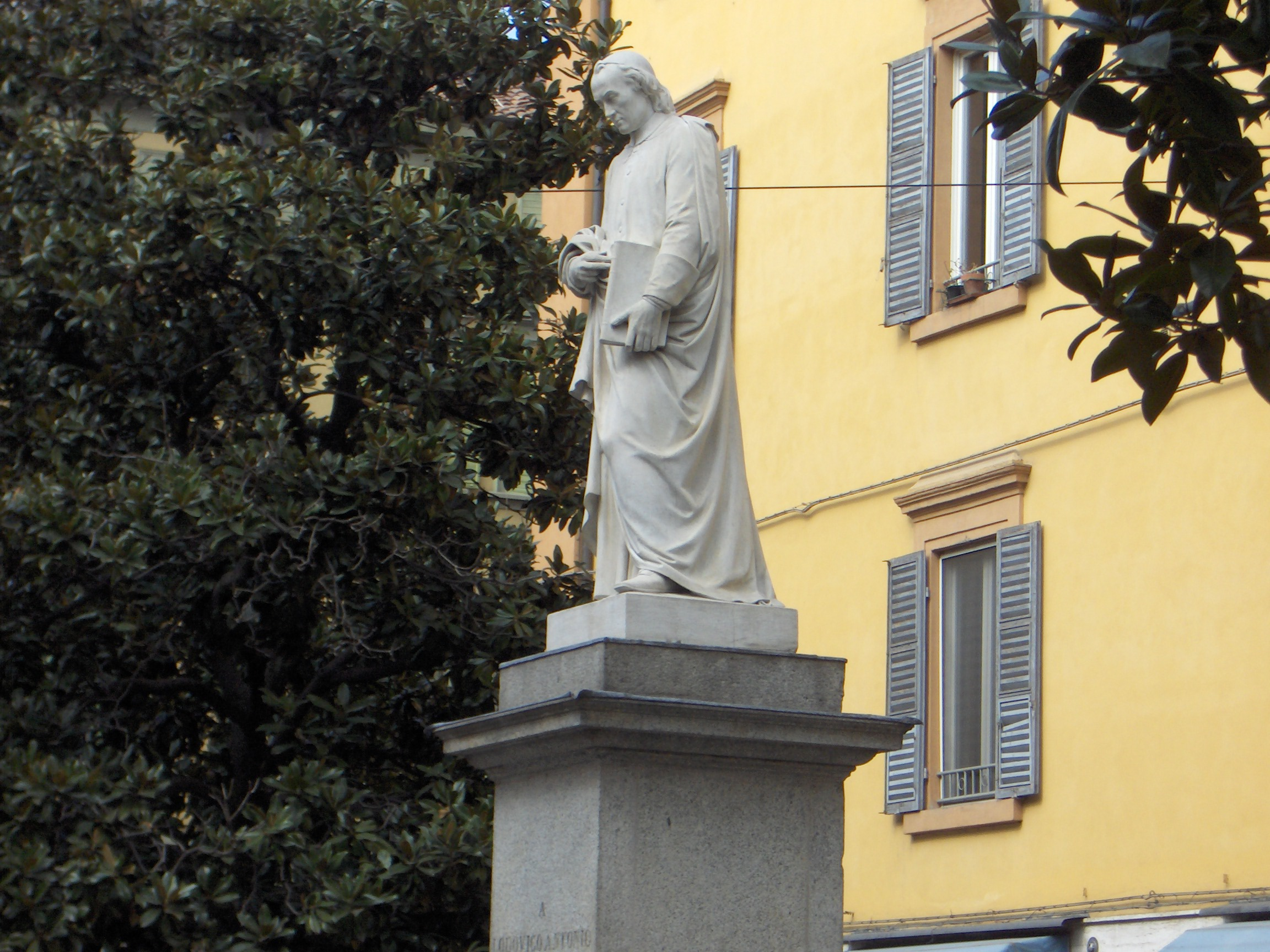
Statua di Ludovico Antonio Muratori, in Via Emilia a Modena

Il duca di Modena e Reggio, Rinaldo d'Este, lo accolse offrendogli l'ufficio d'archivista e bibliotecario. L'Europa si stava preparando alla guerra di successione spagnola, e la capacità di orientarsi tra i documenti d'archivio era una qualità necessaria per potersi presentare al consesso delle potenze con eventuali rivendicazioni territoriali, come sarebbe accaduto in seguito riguardo alla questione delle valli di Comacchio. Modena venne tuttavia occupata dai francesi tra il 1702 e il 1707; l'intero archivio appena riordinato dovette essere trasferito e fu Muratori a prendersene cura, dando corpo al contempo ai sogni di aggiornamento e rinnovamento della cultura e della tradizione letteraria italiana.
Accantonati gli studi sul Medioevo per inaccessibilità di fonti, stese I primi disegni della repubblica letteraria d'Italia (1703) e Della perfetta poesia italiana (1706) nonché un testo dal sapore estetico come le Riflessioni sopra il buon gusto intorno le scienze e le arti (1708), da cui emergono sempre più nitidamente un vivo spirito nazionale, la coscienza delle debolezze dell'Italia, la necessità di unificare la cultura per rivolgerla all'unico fine nobile: non l'onore, ma il bene comune.
Il 1708 segnò per Muratori, in occasione della fine delle operazioni belliche in Italia, il ritorno all'indagine storica, la quale consolida le intuizioni di Muratori sul Medioevo. Richiesta dall'apertura della disputa fra la Santa Sede e l'Impero circa le valli di Comacchio, per dodici anni Muratori lavorò all'analisi storica e giuridica delle richieste delle parti e della casa d'Este sulla valle, difendendo queste ultime nella Piena esposizione dei diritti imperiali ed estensi (1712) e raccogliendo la documentazione sulle origini dei suoi signori nelle Antichità estensi ed italiane (1717).
Un terzo elemento, negli anni dieci, contribuisce alla definizione piena della personalità di Muratori: l'amicizia con padre Paolo Segneri e il lavoro costante al fianco di questi nelle attività di carità e di formazione del clero instillarono in lui il desiderio di ricevere una parrocchia ove operare, esaudito nel 1716 al conferimento della prepositura di Santa Maria della Pomposa in Modena. L'esercizio religioso fu intenso e lo assorbì nella vita quotidiana affiancandosi al lavoro intellettuale. Restaurò la chiesa affidatagli, creò in Modena la compagnia della Carità per l'assistenza ai bisognosi, e incrementò la produzione di testi di carattere religioso iniziata nel 1714 con il De ingegnorum moderatione in religionis negotio.

### Le grandi opere della maturità

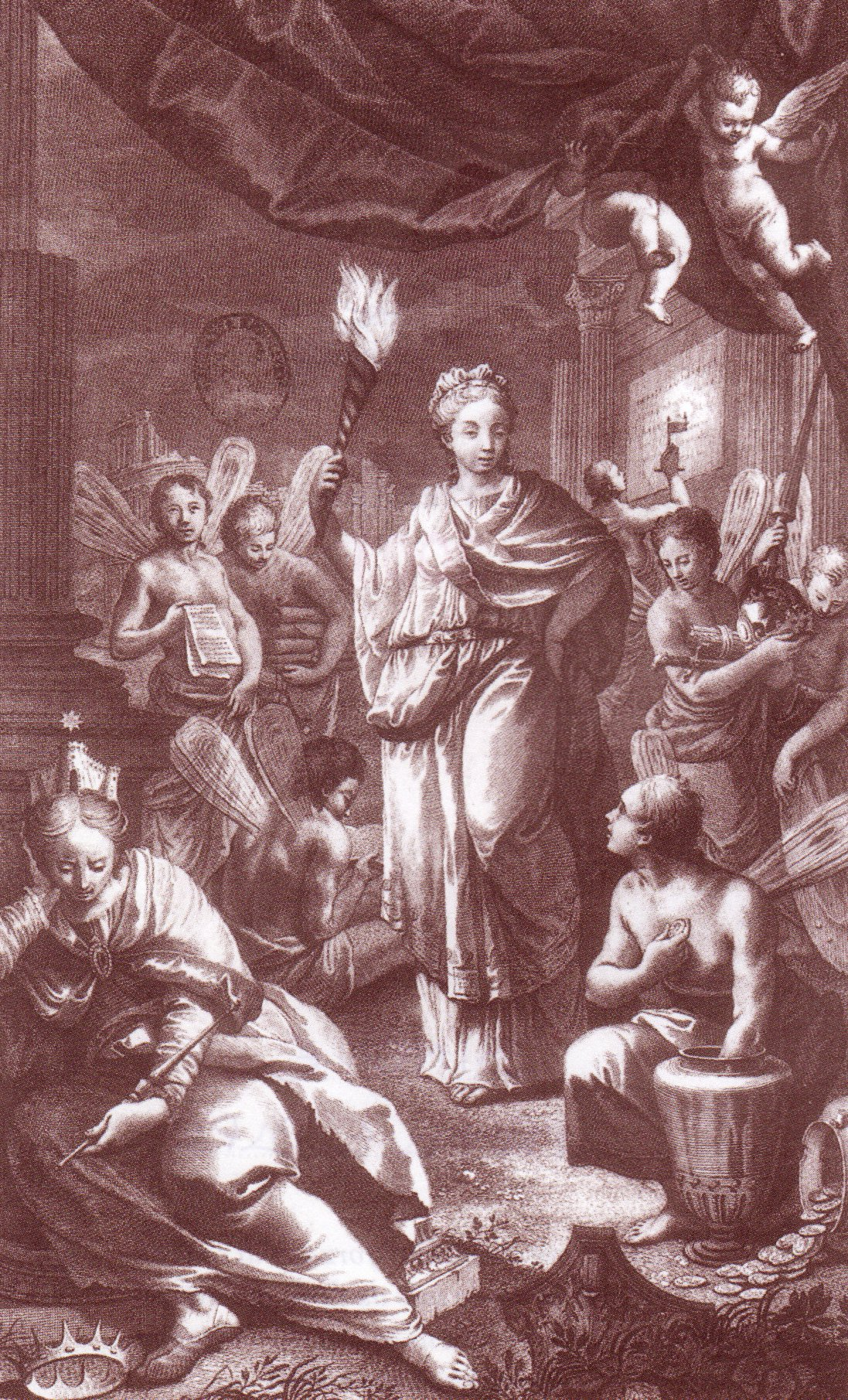
La fiaccola della Verità, dall'opera Antiquitates Italicae Medii Aevi

Nei venti anni compresi tra 1723 e 1743, seguendo l'invito degli amici (tra cui Apostolo Zeno), Ludovico Muratori compendiò il frutto delle immense ricerche storiche e letterarie in 38 volumi divisi in 3 grandi opere: i Rerum Italicarum Scriptores (1723-1738), le Antiquitates Italicae Medii Aevi (1738-1743) e il Novus Thesaurus Veterum Inscriptionum (1738-1743), e non perse le forze e la volontà di pubblicare, nell'ultimo decennio, la prima grande storia d'Italia, dall'era volgare ai suoi tempi: gli Annali d'Italia (1743-1749).
Anche in ambito religioso non cessò di produrre: seguirono dunque ancora il De Superstitione Vitanda (1732-1740), con cui rilanciò le tematiche del De Ingeniorum Moderatione e condannò gli eccessi di culto come il voto sanguinario. Con il saggio Cristianesimo felice nelle missioni de' padri della Compagnia di Gesù nel Paraguay (1743-1749) si espresse sul Cristianesimo primitivo di matrice gesuita importato nelle Americhe. Ma, soprattutto, risalta per imponenza il De regolata devotione de' cristiani, opera cardine del Settecento religioso italiano, esempio alla prassi di Papa Benedetto XIV (ovvero Prospero Lambertini), e nella quale si ritrova la sintesi dell'apporto razionale alla religione, al culto e alla vita pratica dei cristiani.

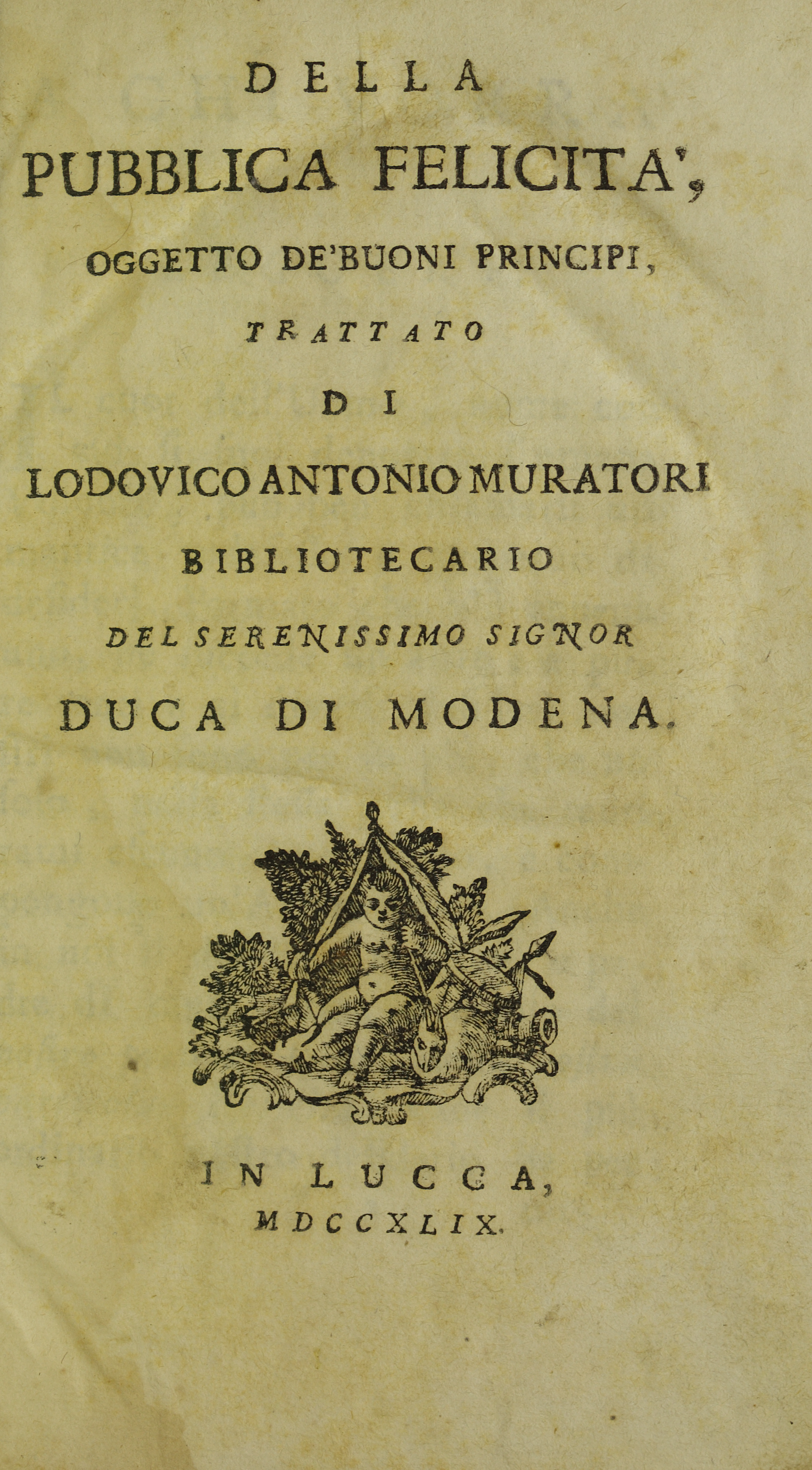
Frontespizio Della pubblica felicità, 1749

Non mancarono frutti di un impegno religioso e intellettuale anche sul piano civile, ove, intravedendo l'esigenza dei tempi di muovere ad un più concreto bene pubblico, ribadisce il valore dell'educazione, della scienza, delle riforme, della religione stessa, della giurisprudenza benché da riformare. Ecco venire alla luce dunque La filosofia morale spiegata ai giovani (1735), il saggio Dei difetti della giurisprudenza (1742-1743), il trattato Delle forze dell'intendimento umano o sia il pirronismo confutato (1745), il saggio sulla Pubblica Felicità (1749), l'ultima opera di Muratori, il suo trattato di filosofia politica. Il Della pubblica felicità vede la luce l'anno successivo alla stampa de Lo spirito delle leggi di Montesquieu, il manifesto di filosofia politica del Settecento, e costituisce opera capitale del pensiero politico italiano dello stesso secolo. Oltre ad affrontare con singolare lungimiranza i temi dell'educazione popolare, dell'igiene pubblica, persino delle attività ginniche, due capitoli dell'opera dedicati all'amministrazione dell'agricoltura costituiscono il primo saggio di politica agraria della letteratura europea, l'ultima prova della vastità degli orizzonti esplorati, nel corso di una vita di rara operosità, dello studioso modenese.
Un altro testo noto è Della forza della fantasia umana, il Trattato pubblicato nel 1760 bibliotecario del seren duca di Modena.
Molto importante fu anche la sua influenza nel mondo forense. Infatti scrisse due testi molto importanti che trattavano di diritto:
- 1726: scrisse una lettera, nota con il nome di De codice carolino sive de novo legum codice instituendo a Carlo VI d'Asburgo invitandolo ad una semplificazione autoritaria del diritto attraverso una selezione riduttiva e una concentrazione delle leggi in un piccolo tomo ufficiale. Tale lettera non fu mai presa in considerazione e rimase inedita fino alla pubblicazione nel 1935 da parte del Donati.
- 1742: pubblicò un importante trattato sul diritto con il nome di Dei difetti della giurisprudenza.

### Fortuna storiografica
Il Muratori fu molto apprezzato dagli eruditi dell'epoca; ad esempio, De Brosses, passando da Modena di ritorno dal suo lungo viaggio in Italia, lo volle incontrare di persona, e ne rimase entusiasta.
Nel 1876 a Muratori fu intitolato l'allora nuovo ponte sul fiume Panaro a Vignola, in seguito percorso dai binari della poi cessata tranvia Bologna-Casalecchio-Vignola.

## Opere
- (LA) Lodovico Antonio Muratori, Anecdota. 1, Mediolani, typis Iosephi Pandulfi Malatestae, 1697. URL consultato il 30 giugno 2015.

- (LA) Lodovico Antonio Muratori, Anecdota. 2, Mediolani, typis Iosephi Pandulfi Malatestae, 1698. URL consultato il 30 giugno 2015.

- (LA) Lodovico Antonio Muratori, Anecdota. 3, Patavii, Giovanni Manfrè, 1713. URL consultato il 30 giugno 2015.

- (LA) Lodovico Antonio Muratori, Anecdota. 4, Patavii, Giovanni Manfrè, 1713. URL consultato il 30 giugno 2015.

- (LA) Lodovico Antonio Muratori, Antiquitates italicae medii aevi. 1, Mediolani, ex Typographia Societatis Palatinae in Regia Curia, 1738. URL consultato il 30 giugno 2015.

- (LA) Lodovico Antonio Muratori, Antiquitates italicae medii aevi. 2, Mediolani, ex Typographia Societatis Palatinae in Regia Curia, 1739. URL consultato il 30 giugno 2015.

- (LA) Lodovico Antonio Muratori, Antiquitates italicae medii aevi. 3, Mediolani, ex Typographia Societatis Palatinae in Regia Curia, 1740. URL consultato il 30 giugno 2015.

- (LA) Lodovico Antonio Muratori, Antiquitates italicae medii aevi. 4, Mediolani, ex Typographia Societatis Palatinae in Regia Curia, 1741. URL consultato il 30 giugno 2015.

- (LA) Lodovico Antonio Muratori, Antiquitates italicae medii aevi. 5, Mediolani, ex Typographia Societatis Palatinae in Regia Curia, 1741. URL consultato il 30 giugno 2015.

- (LA) Lodovico Antonio Muratori, Antiquitates italicae medii aevi. 6, Mediolani, ex Typographia Societatis Palatinae in Regia Curia, 1742. URL consultato il 30 giugno 2015.

- Lodovico Antonio Muratori, Rudimenti di filosofia morale per il Principe ereditario di Modena, Modena, sn, 1714. URL consultato il 4 agosto 2016.

- Lodovico Antonio Muratori, Della pubblica felicità, Lucca [i.e. Venezia], sn, 1749. URL consultato il 30 giugno 2015.

- Lodovico Antonio Muratori, Della perfetta poesia italiana. 1, Venezia, Antonio Curti, 1795. URL consultato il 30 giugno 2015.

- Lodovico Antonio Muratori, Della perfetta poesia italiana. 2, Venezia, Antonio Curti, 1795. URL consultato il 30 giugno 2015.

- Lodovico Antonio Muratori, Della perfetta poesia italiana. 3, Venezia, Antonio Curti, 1795. URL consultato il 30 giugno 2015.
- Lodovico Antonio Muratori, Annali d'Italia, Roma, 1743-1749.
- Lodovico Antonio Muratori, La filosofia morale, Verona, Angelo Targa, 1735.
- Lodovico Antonio Muratori, Del governo della peste, Modena, Bartolomeo Soliani, 1714.
- Lodovico Antonio Muratori, Dei difetti della giurisprudenza, Venezia, Giambattista Pasquali, 1742.
- Lodovico Antonio Muratori, Introduzione alle paci private, Modena, Bartolomeo Soliani, 1708.
- Lodovico Antonio Muratori, Novus thesaurus veterum inscriptionum in praecipuis earumdem collectionibus hactenus praetermissarum, Mediolani, ex aedibus palatinis, 1739-1742. URL consultato l'8 giugno 2017.
- Lodovico Antonio Muratori, Raccolta delle vite, e famiglie degli uomini illustri del Regno di Napoli per il governo politico, Milano, Marco Sessa, 1755.

## Onorificenze e riconoscimenti
A lui è stato dedicato il liceo classico e linguistico Muratori-San Carlo di Modena.
Nella sua città natale, Vignola, è presente una scuola media intitolata al Muratori dal secondo dopoguerra.